# Gladiators Software
Gladiators Software — небольшая компьютерная фирма, расположенная в городе Ульяновске.

## Деятельность
Главным направлением деятельности компании является разработка программного обеспечения для усовершенствования среды Windows — создание легковесных приложений с возможностью применения тем и шкурок.

## Продукция
Список программного обеспечения, разработанного компанией:
- Aston shell — популярная оболочка-заменитель рабочего стола Windows.
- Aston2 Menu — замена главного меню Windows с дополнительными функциями.
- AltDesk — менеджер рабочих столов и задач для Windows.
- Aston Secure Desktop — защищённая оболочка Aston, с её помощью можно ограничить время работы за компьютером, а также доступ к приложениям, запретить редактировать системные настройки, установить пароль на вход в систему и многое другое.
- Bred 2/Bred 3 — легкие текстовые редакторы, альтернативные стандартному «Блокноту» Windows.
- StarBlaze — аркадная игра, космическая «стрелялка».